# Autorský plurál
Autorský plurál (lat. pluralis auctoris), s nímž je obvykle ztotožňován plurál skromnosti (lat. pluralis modestiae), je stylistický prostředek spočívající v tom, že se autor použitím první osoby množného čísla (Jak jsme již publikovali v předchozí práci…, Zastáváme názor, že…) vyhýbá opakovanému používání slova já.

## Používání
Autorský plurál je obvyklý zejména u odborné literatury, kdy může
- vyjadřovat skromnost (či nízkou asertivitu) autora, například naznačovat týmový charakter vědecké práce, o níž autor referuje, a jejích závěrů
- vyjadřovat jinou modalitu, např. neochotu autora hlásit se k tvrzení s plnou osobní odpovědností a jistotou atd.; často je spojen s jinými zpochybňujícími modálními prostředky (např. pokusíme se nastínit)
- mít efekt posilující vážnost textu podobně jako majestátní plurál a navozovat dojem obecně přijímaného názoru
- vyvolávat v roli inkluzivního plurálu dojem spřízněnosti s adresáty textu (ať už s kolegy v oboru, nebo jinými čtenáři)

V anglojazyčné literatuře je obvyklejší používání jednotného čísla a sebevědomější osobní přihlašování k vlastním názorům, práci i závěrům, použití autorského plurálu pro jediného autora je považováno až za nepřípustné a autorský plurál je vyhrazen pro kolektivní práce.
Směrem na východ stoupá používání autorského plurálu – obvyklý je v textech francouzských, německých, českých, slovenských, polských a ruských.
V českém jazyce konvence používání autorského plurálu není zcela ustálená, takže záleží do značné míry na autorovi samém, zda zvolí jednotné nebo množné číslo. Někdy se v podobné funkci používá vyjadřování neosobního (např. jak již bylo uvedeno výše).
Autorský plurál je možno používat buď konzistentně v celém textu, nebo pouze v některých formulacích, kde pak může mít roli inkluzivního plurálu empatického, dovolávajícího se účasti čtenáře (představme si následující situaci…) nebo vyjadřující všeobecnou platnost názoru (velrybu řadíme mezi savce).

## Inkluzivní a empatický plurál
Za variantu autorského plurálu se považuje i styl, v němž je množné číslo použito jako inkluzivní plurál, čímž vyjadřuje solidaritu (sounáležitost) autora s adresátem textu, jenž je zahrnut do pojmu „my“, případně empatický plurál, v němž autor první osobou množného čísla vyjadřuje především adresáta sdělení a svoji účast s ním, nebo mateřský plurál, v němž matka popisuje adresátovi událost v životě potomka.
Toto použití je běžné u písemných i ústně předávaných návodů, instrukcí a pravidel (obsah sáčku vložíme na 10 minut do vroucí vody, zde nekouříme, teď se vyčuráme a půjdeme spinkat) a může nabývat i podoby „empatického my“ (Jakpak jsme se vyspali, pane Dvořáku?). Tento styl demonstruje účast autora (mluvčího) a jeho kladný vztah k adresátu sdělení; v některých situacích může působit i autoritativně (např. použije-li jej lékař k pacientovi), ironicky (Tak copak tady děláme, pane?) atd.